# 趙秉世
趙秉世（：／；1827年—1905年），字穉顯，號山齋，本貫楊州趙氏，朝鮮王朝末期文臣。

## 仕途
趙秉世在1859年（哲宗十年）參與增廣文科并及第，被任命爲史官。1864年（高宗元年）時進入實錄廳都廳郞廳參與編纂《哲宗實錄》。1874年作爲暗行御史巡查咸鏡道。日後又歷任大司憲、議政府尹、公曹判書；禮曹、吏曹判書；并在1889年被任命爲右議政。1893年爲左議政。1898年短暫出任議政府議政大臣（內閣總理）。

## 後來
在甲午更張以後回到加平鄉第隱居。雖然被高宗任命了多種職務，但都推拒之。期間曾經上疏《時務十九條》，但并未被采納。
在1905年韓國與日本簽訂《乙巳條約》出賣國權以後，在家中痛曰“國亡矣，吾以世臣，殉之固當！”并乘馬疾馳至首爾，至宮哭請韓皇將五名推動條約簽署的大臣（后稱乙巳五賊）處以極刑，并收回成命；而高宗以喉症不見。
趙秉世便聯結百官，在宮外共同向皇帝上疏，而他們哪怕被高宗罷免并待罪也不動搖。趙秉世後又被日本憲兵帶至貞洞派出所扣押。他在被釋放後至表勛院，并對各位大臣表明遺志，并服毒自殺。高宗對他的死極爲震撼，賜諡忠正。

## 死後
1962年，韓國政府爲表彰他的愛國意志，追授他建國勛章。